# 神取秀樹
神取 秀樹（かんどり ひでき、1960年6月5日 - ）は、日本の生物物理学者。名古屋工業大学教授。元日本生物物理学会会長。紫綬褒章受章。

## 人物・経歴
愛知県西加茂郡三好町（現：みよし市）の真宗大谷派福谷寺の跡取りとして生まれ、愛知県立岡崎北高等学校を経て、1984年京都大学理学部（物理学教室）卒業。1989年京都大学大学院理学研究科生物科学専攻博士課程修了、理学博士。
1990年豊田理化学研究所奨励研究員研究員。1993年京都大学大学院理学研究科助手。1999年京都大学大学院理学研究科講師。2001年名古屋工業大学大学院工学研究科助教授。2003年名古屋工業大学大学院工学研究科教授。2008年日本生物物理学会副会長。2013年名古屋工業大学オプトバイオテクノロジー研究センターセンター長。2016年分子科学会副会長。2017年日本生物物理学会会長、日本学術会議連携会員。
ロドプシン研究の傍ら週末は住職を務めた。

## 受賞・栄典
- 紫綬褒章 2021年[4][5][6]
- 中日文化賞 2020年[2]
- 内藤記念科学振興賞 2020年[2]
- 日本化学会賞 2019年[2]
- AOCP Award 2017年[2]
- 分子科学会賞 2015年[2]
- 名古屋工業大学褒賞 2011年[2]
- 文部科学大臣表彰科学技術賞（研究部門） 2011年[2]
- 名古屋工業大学褒賞 2010年[2]
- 上原賞 2024年